# Indiga
Indigan (en ruso: Индига) es una localidad, puerto y centro de explotación minera de Nenetsia, en Rusia. La ciudad está bañada por la bahía de Chosha en el mar de Barents, y se encuentra a 170 kilómetros al oeste de Narian-Mar, capital del distrito autónomo.
En 2010, la localidad estaba habitada por 799 personas, muchos de los cuales trabajan en la explotación minera. LUKoil ha establecido una fábrica en la ciudad, y la principal vía de entrada y salida del petróleo es a través del Aeródromo de Indiga. Rusia tiene previsto para 2030 financiar una línea ferrocarril RZhD que atraviese Nenetsia y Komi, enlazando a Indiga con otras ciudades como Sosnogorsk o Vorkutá.

## Clima
| Parámetros climáticos promedio de Indiga (1991-2020) | Parámetros climáticos promedio de Indiga (1991-2020) | Parámetros climáticos promedio de Indiga (1991-2020) | Parámetros climáticos promedio de Indiga (1991-2020) | Parámetros climáticos promedio de Indiga (1991-2020) | Parámetros climáticos promedio de Indiga (1991-2020) | Parámetros climáticos promedio de Indiga (1991-2020) | Parámetros climáticos promedio de Indiga (1991-2020) | Parámetros climáticos promedio de Indiga (1991-2020) | Parámetros climáticos promedio de Indiga (1991-2020) | Parámetros climáticos promedio de Indiga (1991-2020) | Parámetros climáticos promedio de Indiga (1991-2020) | Parámetros climáticos promedio de Indiga (1991-2020) | Parámetros climáticos promedio de Indiga (1991-2020) |
| Mes                                                  | Ene.                                                 | Feb.                                                 | Mar.                                                 | Abr.                                                 | May.                                                 | Jun.                                                 | Jul.                                                 | Ago.                                                 | Sep.                                                 | Oct.                                                 | Nov.                                                 | Dic.                                                 | Anual                                                |
| ---------------------------------------------------- | ---------------------------------------------------- | ---------------------------------------------------- | ---------------------------------------------------- | ---------------------------------------------------- | ---------------------------------------------------- | ---------------------------------------------------- | ---------------------------------------------------- | ---------------------------------------------------- | ---------------------------------------------------- | ---------------------------------------------------- | ---------------------------------------------------- | ---------------------------------------------------- | ---------------------------------------------------- |
| Temp. máx. abs. (°C)                                 | 2.5                                                  | 2.1                                                  | 5.1                                                  | 14.9                                                 | 26.8                                                 | 29.9                                                 | 31.6                                                 | 29.4                                                 | 23.6                                                 | 15.2                                                 | 7.3                                                  | 2.8                                                  | 31.6                                                 |
| Temp. máx. media (°C)                                | -10.3                                                | -10.2                                                | -6.4                                                 | -1.4                                                 | 4.2                                                  | 11.0                                                 | 15.7                                                 | 13.5                                                 | 9.6                                                  | 3.2                                                  | -3.2                                                 | -6.6                                                 | 1.6                                                  |
| Temp. media (°C)                                     | -13.8                                                | -13.6                                                | -9.8                                                 | -4.7                                                 | 0.8                                                  | 6.8                                                  | 11.4                                                 | 10.3                                                 | 7.1                                                  | 1.2                                                  | -5.8                                                 | -9.6                                                 | -1.6                                                 |
| Temp. mín. media (°C)                                | -17.6                                                | -17.5                                                | -13.5                                                | -8.1                                                 | -1.9                                                 | 3.8                                                  | 8.2                                                  | 7.8                                                  | 4.9                                                  | -0.8                                                 | -8.7                                                 | -12.9                                                | -4.7                                                 |
| Temp. mín. abs. (°C)                                 | -43.2                                                | -42.2                                                | -40.6                                                | -34.6                                                | -23.9                                                | -7.8                                                 | -0.7                                                 | -2.7                                                 | -8.8                                                 | -24.7                                                | -35.5                                                | -42.5                                                | -43.2                                                |
| Precipitación total (mm)                             | 25                                                   | 22                                                   | 24                                                   | 21                                                   | 26                                                   | 46                                                   | 38                                                   | 55                                                   | 55                                                   | 55                                                   | 33                                                   | 26                                                   | 426                                                  |
| Fuente: Погода и климат                              |                                                      |                                                      |                                                      |                                                      |                                                      |                                                      |                                                      |                                                      |                                                      |                                                      |                                                      |                                                      |                                                      |